# Béni Saf
Béni Saf (în arabă بني صاف) este o comună din provincia Aïn Témouchent, Algeria.
Populația comunei este de 42.284 de locuitori (2008).